# Konstant funktion
I matematikken er en konstant funktion en funktion hvis værdier ikke ændrer sig, og dermed er konstante. Eksempelvis er funktionen f givet ved f(x) = 2 konstant, da f afbilder alt i 2. Mere formelt siges en funktionen f : A → B at være konstant, hvis f(x) = f(y) for alle x og alle y i A.
Bemærk at enhver tom funktion – det vil sige en funktion, hvis definitionsmængde er den tomme mængde – inkluderes i ovenstående definition, da der ikke findes x og y i A, for hvilke f(x) og f(y) er forskellige. Nogler finder det imidlertid mere belejligt at definere konstante funktioner på en måde, så de ekskluderer tomme funktioner.
For polynomier er en ikke-nul konstant funktion et polynomium af grad nul.

## Egenskaber
Konstante funktioner kan karakteriseres med hensyn til funktionssammensætning på to måder.
De følgende er ækvivalente:
1. f : A → B er en konstant funktion.
2. For alle funktioner g, h : C → A, f  o  g = f  o  h (hvor "o" betegner funktionssammensætning.)
3. Sammensætningen af f med en hvilken som helst anden funktion er også en konstant funktion.

Den første karakterisering af konstante funktioner givet ovenfor tages som den motiverende og definerende egenskab for den mere generelle idé om en konstant morfi i kategoriteori.
I sammenhænge, hvor den er defineret, er den afledte af en funktion et mål for, hvordan funktionen varierer med hensyn til variation af et argument. Da en konstant funktion ikke varierer, følger det, at funktionensafledte vil være nul, hvor den er defineret. For eksempel:
- Hvis f er en reel differentiabel funktion af en reel variabel defineret på et åbent interval, er f konstant hvis og kun hvis den afledte af f er 0 overalt.

Af andre egenskaber ved konstante funktioner kan nævnes:
- Enhver konstant funktion hvis definitionsmængde er lig dens billedmængde er idempotent.
- Enhver konstant funktion mellem topologiske rum er kontinuert.